# Зеленковичи
Зеленко́вичи (бел. Зелянковічы) — деревня в составе (с 2018 года) Козловичского сельсовета Глусского района Могилёвской области Республики Беларусь.

## История
До 2013 года деревня входила в состав Берёзовского сельсовета. После включена в состав Катковского сельсовета.

## Население
- 1999 год — 240 человек
- 2009 год — 132 человека